# Onthophagus aokii
Onthophagus aokii är en skalbaggsart som beskrevs av Shuhei Nomura 1976. Onthophagus aokii ingår i släktet Onthophagus och familjen bladhorningar. Inga underarter finns listade i Catalogue of Life.